# (7806) Umasslowell
(7806) Umasslowell – planetoida z pasa głównego asteroid okrążająca Słońce w ciągu 3 lat i 285 dni w średniej odległości 2,43 j.a. Została odkryta 26 października 1971 roku w Hamburg-Bergedorf Observatory w Bergedorfie przez Luboša Kohoutka. Nazwa planetoidy pochodzi od University of Massachusetts w Lowell (UMass Lowell), zajmującego się edukacją i badaniami od lat 90. XIX wieku. Nazwa została zaproponowana przez E. Aguirre i I. Joson. Przed jej nadaniem planetoida nosiła oznaczenie tymczasowe (7806) 1971 UM.